# استخدام الأسلحة الكيميائية في الحرب الأهلية السورية
استخدام الأسلحة الكيميائية في الحرب الأهلية السورية قد أكدته الأمم المتحدة. وشملت الهجمات المميتة خلال الحرب هجوم الغوطة في ضواحي دمشق في أغسطس 2013، وهجوم خان العسل في ضواحي حلب في مارس 2013. وبينما لم يتحمل أي طرف المسؤولية عن الهجمات الكيميائية، ينظر إلى الجيش السوري على أنه مشتبه به رئيسي، بسبب ترسانة كبيرة من هذه الأسلحة. وقامت بعثة لتقصي الحقائق تابعة للأمم المتحدة ولجنة تحقيق تابعة لمجلس حقوق الإنسان بالتحقيق في الهجمات بشكل متزامن. وجدت بعثة الأمم المتحدة الاستخدام المحتمل لعامل الأعصاب السارين في حالة خان العسال (19 مارس 2013)، وسراقب (29 أبريل 2013)، والغوطة (21 أغسطس 2013)، وجوبر (24 أغسطس 2013)، وأشرفية صحنايا (25 أغسطس 2013). وفي وقت لاحق، أكدت لجنة مجلس حقوق الإنسان التابعة للأمم المتحدة استخدام السارين في هجمات خان العسل وسراقب والغوطة، ولكنها لم تشر إلى هجمات جوبر وأشرفية صحنايا. وخلصت لجنة مجلس حقوق الإنسان التابعة للأمم المتحدة أيضا إلى أن السارين الذي استخدم في هجوم خان العسل يحمل «السمات المميزة ذاتها» مثل السارين الذي استخدم في هجوم الغوطة، وأشار إلى أنه من المرجح أن يكون لدى الجناة إمكانية الوصول إلى المواد الكيميائية من مخزون الجيش السوري. وقد دفعت تلك الهجمات المجتمع الدولي إلى الضغط على القوات المسلحة السورية لنزع سلاحها من الأسلحة الكيميائية الذي تم تنفيذه خلال عام 2014. وعلى الرغم من عملية نزع السلاح، فقد وقعت عشرات الحوادث التي يشتبه في استخدامها للأسلحة الكيميائية في جميع أنحاء سوريا، وألقي باللوم فيها أساسا على القوات السورية البعثية، وكذلك على تنظيم الدولة الإسلامية في العراق والشام، بل وعلى قوى المعارضة السورية والقوات المسلحة التركية.
في أغسطس 2016، ألقى تقرير من الأمم المتحدة ومنظمة حظر الأسلحة الكيميائية باللوم بوضوح على الجيش السوري لبشار الأسد في إسقاط الأسلحة الكيماوية (قنابل الكلور) على بلدة تلمنس في أبريل 2014 وسرمين في مارس 2015 وتنظيم الدولة الإسلامية لاستخدام خردل الكبريت في بلدة مارع في أغسطس 2015. وزعم أن عدة هجمات أخرى قد وقعت و/أو تم الإبلاغ عنها و/أو التحقيق فيها.
في ديسمبر 2016، قتل 53 شخصا على الأقل في هجوم بغاز الأعصاب على ما يبدو في القرى التي يسيطر عليها تنظيم الدولة الإسلامية بالقرب من عقيربات، وهو أول هجوم كبير بغاز الأعصاب منذ اتفاق عام 2013. وفي أبريل 2017، قوبل هجوم خان شيخون الكيميائي بإدانة دولية، وأثار أول عمل عسكري أمريكي ضد القاعدة الجوية التي تسيطر عليها الحكومة السورية في الشعيرات.

## معلومات أساسية
يمكن ملاحظة استخدام الأسلحة الكيميائية في سياق الحرب الأهلية السورية. في 20 أغسطس 2012، استخدم الرئيس باراك أوباما عبارة «الخط الأحمر» في إشارة إلى استخدام الأسلحة الكيميائية. وفي 6 سبتمبر 2013، قدم مشروع قانون للإذن باستخدام القوة العسكرية ضد الجيش السوري، وذلك أساسا للرد على استخدام غاز السارين في هجوم الغوطة في 21 أغسطس 2013. وفي 9 سبتمبر 2013، أعلن وزير الخارجية الأمريكي جون كيري أن الضربات الجوية يمكن تفاديها إذا سلمت سوريا «كل قطعة واحدة» من مخزوناتها من الأسلحة الكيميائية. وبعد ساعات من تصريح كيري، أعلن وزير الخارجية الروسي سيرغي لافروف أن روسيا اقترحت على سوريا التخلي عن أسلحتها الكيميائية. وقد رحب وزير الخارجية السوري وليد المعلم على الفور بهذا الاقتراح.
في سبتمبر 2013، دخلت الحكومة السورية في عدة اتفاقات دولية لتدمير أسلحتها الكيميائية التي نصت على موعد نهائي للتدمير في 30 يونيو 2014، وهو الموعد النهائي الذي تم التوصل إليه فيما يتعلق بالأسلحة الكيميائية المعلن عنها. قبل سبتمبر 2013، لم تكن الحكومة السورية قد اعترفت علنا بامتلاك أسلحة كيميائية، على الرغم من أن أجهزة الاستخبارات الغربية كانت تعتقد أنها تحتفظ بواحدة من أكبر المخزونات في العالم.
ذكر تقرير لرويترز نشر في 17 أغسطس 2017 بالتفصيل مدى تردد سوريا في التخلي عن الأسلحة الكيميائية، مشيرا إلى معلومات من المحققين والمفتشين والمصادر الدبلوماسية. وقال المصدر المذكور في التقرير «هناك بالتأكيد بعض الثغرات وأوجه عدم اليقين والتناقضات» فيما يتعلق بترسانة الأسلحة الكيميائية السورية. فعلى سبيل المثال، أعلنت الحكومة السورية بشكل غير دقيق، أو حتى زورا، عن أنواع وأغراض وكميات المواد الكيميائية التي بحوزتها، ويشتبه في استمرارها في الاحتفاظ بما لا يقل عن 2000 من قذائف القنابل الكيميائية التي كان ينبغي تحويلها إلى أسلحة تقليدية.

## الأحداث العرضية

### الهجمات بالأسلحة الكيميائية المبلغ عنها
يبين الجدول الوارد أدناه الهجمات المبلغ عنها والنقاط الرئيسية. ارجع إلى المقالات الرئيسية للحصول على مزيد من التفاصيل.
| التاريخ        | الموقع         | المحافظة        | نقاط التأثير                | نقاط التأثير | نقاط التأثير               | الضحايا المدنيون | الضحايا المدنيون                                 | الضحايا من الجنود/الميليشيات | الضحايا من الجنود/الميليشيات | الضحايا من الجنود/الميليشيات | عامل الحرب الكيميائية           | المقالة الرئيسية                   | ملاحظات |
| التاريخ        | الموقع         | المحافظة        | وقت اليوم                   | الإحداثيات | خاضعة لسيطرة               | الوفيات          | غير المميتة                                      | الوقيات                      | غير المميتة                  | الوحدة                       | عامل الحرب الكيميائية           | المقالة الرئيسية                   | ملاحظات |
| -------------- | -------------- | --------------- | --------------------------- | --- | -------------------------- | ---------------- | ------------------------------------------------ | ---------------------------- | ---------------------------- | ---------------------------- | ------------------------------- | ---------------------------------- | --- |
| 17 أكتوبر 2012 | سلقين          | محافظة إدلب     |                             | |                            |                  |                                                  |                              |                              |                              |                                 |                                    | أبلغت عنها حكومة فرنسا.(ص.4) |
| 23 ديسمبر 2012 | البياضة        | محافظة حمص      |                             | | الجيش السوري الحر          | 5                | App. 100                                         |                              |                              |                              | Most likely Agent 15            |                                    | أبلغت عنها حكومة فرنسا، والمملكة المتحدة، وقطر،(ص.3) وكذلك هاآرتس وفورين بوليسي. |
| 13 مارس 2013   | داريا          | محافظة ريف دمشق |                             | |                            |                  |                                                  |                              |                              |                              |                                 |                                    | أبلغت عنها حكومة المملكة المتحدة وقطر.(ص.4) |
| 14 مارس 2013   | العتيبة        | محافظة ريف دمشق |                             | |                            |                  |                                                  |                              |                              |                              |                                 |                                    | أبلغت عنه لوموند. |
| 19 مارس 2013   | خان العسل      | محافظة حلب      | الصباح الباكر               | 36°10′02″N 37°02′21″E / 36.167222°N 37.039167°E | الجيش السوري               | 19               | 107                                              | 1                            | 17                           | الجيش السوري                 | سارين                           | هجوم خان العسل الكيميائي           | أبلغت عنها حكومات كل من سوريا، وروسيا، وفرنسا، والمملكة المتحدة، والولايات المتحدة. أكدته الأمم المتحدة. |
| 19 مارس 2013   | العتيبة        | محافظة ريف دمشق |                             | |                            |                  |                                                  |                              |                              |                              |                                 |                                    | أبلغت عنه حكومتا فرنسا والمملكة المتحدة.(ص.6) |
| 24 مارس 2013   | عدرا           | محافظة ريف دمشق |                             | |                            |                  |                                                  |                              |                              |                              |                                 |                                    | أبلغت عنه حكومة المملكة المتحدة.(ص.4) |
| 11 أبريل 2013  | جوبر           | محافظة دمشق     |                             | |                            |                  |                                                  |                              |                              |                              |                                 | هجمات جوبر الكيميائية              | أبلغت عنه لوموند. |
| 12 أبريل 2013  | جوبر           | محافظة دمشق     |                             | |                            |                  |                                                  |                              |                              |                              |                                 | هجمات جوبر الكيميائية              | أبلغت عنه لوموند. |
| 13 أبريل 2013  | الشيخ مقصود    | محافظة حلب      |                             | | وحدات حماية الشعب          | 3                | more than a dozen                                |                              |                              |                              |                                 |                                    | أبلغت عنه حكومة الولايات المتحدة.(ص.4) |
| 13 أبريل 2013  | جوبر           | محافظة دمشق     |                             | |                            |                  |                                                  |                              |                              |                              |                                 | هجمات جوبر الكيميائية              | أبلغت عنه حكومة فرنسا.(ص.5) |
| 14 أبريل 2013  | جوبر           | محافظة دمشق     |                             | |                            |                  |                                                  |                              |                              |                              |                                 | هجمات جوبر الكيميائية              | أبلغت عنه حكومة فرنسا.(ص.5) |
| 25 أبريل 2013  | داريا          | محافظة ريف دمشق |                             | |                            |                  |                                                  |                              |                              |                              |                                 |                                    | أبلغت عنه حكومة المملكة المتحدة.(ص.4) |
| 29 أبريل 2013  | سراقب          | محافظة إدلب     |                             | A:35°52′02″N 36°47′59″E / 35.8672041°N 36.7995858°E B:35°51′41″N 36°47′49″E / 35.8613742°N 36.7970538°E C:35°51′15″N 36°47′51″E / 35.8542831°N 36.7974508°E | الجيش السوري الحر          | 1                | 10                                               |                              | 2                            | الجيش السوري الحر            | سارين/غاز مسيل للدموع           | هجوم سراقب الكيميائي               | أبلغت عنه حكومتا المملكة المتحدة وفرنسا.(ص.4) يزعم أن بعض الذخائر من نوع القنابل اليدوية كانت تحتوي على الغاز المسيل للدموع، في حين أن قنابل يدوية أخرى كانت ملئت بغاز السارين. Ref. U.N. وقال تقرير فرنسي لعام 2017 إن الهكسامين كان موجودا في السارين المستخدم في سراقب، مما يربطها بهجمات النظام السوري في الغوطة وخان شمعون في وقت لاحق. وقد أنتج السارين الموجود في الذخائر المستخدمة في 4 أبريل باستخدام نفس عملية التصنيع التي استخدمت خلال هجوم السارين الذي نفذه النظام السوري في سراقب. وعلاوة على ذلك، فإن وجود الهكسامين يشير إلى أن عملية التصنيع هذه هي التي أنشأها مركز الدراسات والبحوث العلمية للنظام السوري. |
| 14 مايو 2013   | قصر أبو سمرة   | محافظة حماة     |                             | |                            |                  |                                                  |                              |                              |                              |                                 |                                    | أبلغت عنه حكومة الولايات المتحدة.(ص.5) |
| 23 مايو 2013   | عدرا           | محافظة ريف دمشق |                             | |                            |                  |                                                  |                              |                              |                              |                                 |                                    | أبلغت عنه حكومة الولايات المتحدة.(ص.5) |
| 5 أغسطس 2013   | عدرا           | محافظة ريف دمشق |                             | |                            |                  |                                                  |                              |                              |                              |                                 |                                    | Ref. هيومن رايتس ووتش. |
| 21 أغسطس 2013  | زملكا/عين ترما | محافظة ريف دمشق | Between 02:00 and 03:00     | عين ترما: A:33°31′14″N 36°21′23″E / 33.5205744°N 36.3563669°E B:33°31′15″N 36°21′26″E / 33.5207063°N 36.3573325°E زملكا: C:33°31′17″N 36°20′53″E / 33.5213347°N 36.3481593°E D:33°31′18″N 36°21′08″E / 33.5217908°N 36.3522577°E E:33°31′21″N 36°21′34″E / 33.5224617°N 36.3594246°E F:33°31′25″N 36°21′16″E / 33.5234724°N 36.3544142°E G:33°31′26″N 36°21′45″E / 33.5238391°N 36.3625681°E H:33°31′29″N 36°21′40″E / 33.5246083°N 36.3612056°E I:33°31′30″N 36°21′30″E / 33.5250734°N 36.3584054°E J:33°31′33″N 36°21′34″E / 33.5257263°N 36.3593173°E K:33°31′33″N 36°21′45″E / 33.5257352°N 36.3625896°E L:33°31′39″N 36°21′39″E / 33.5274345°N 36.360873°E |                            | 734              |                                                  |                              |                              |                              | سارين                           | الهجوم الكيميائي على الغوطة        | Reported by multiple U.N. Member States. |
| 21 أغسطس 2013  | معضمية الشام   | محافظة ريف دمشق | App. 05:00                  | Four 140 mm rockets impacted next to the Rawda Mosque (33°27′37″N 36°11′50″E / 33.4602966°N 36.1972287°E). Three 140 mm rockets impacted app. 500 meters to the east of the Rawda Mosque (33°27′36″N 36°12′09″E / 33.4601064°N 36.2025046°E). |                            | 103              |                                                  |                              |                              |                              | سارين                           | الهجوم الكيميائي على الغوطة        | Reported by multiple U.N. Member States.(ص.5) |
| 22 أغسطس 2013  | البحارية       | محافظة ريف دمشق | App. 17:00                  | 33°31′43″N 36°31′32″E / 33.528653°N 36.525669°E | الجيش السوري               |                  |                                                  |                              | 16                           | الجيش السوري                 |                                 |                                    | Reported by the Government of Syria.(ص.5) The U.N. mission investigated the attack, but did not find reliable information to support the allegation that a CW-agent were used. |
| 24 أغسطس 2013  | جوبر           | محافظة دمشق     | App. 11:00                  | 33°32′03″N 36°20′42″E / 33.5342371°N 36.3450721°E | الجيش السوري               |                  |                                                  |                              | 24                           | الجيش السوري                 | سارين                           | Jobar sarin attack                 | Ref. U.N. |
| 25 أغسطس 2013  | أشرفية صحنايا  | محافظة ريف دمشق | App. 20:00                  | 33°26′47″N 36°15′05″E / 33.4463166°N 36.2513208°E | الجيش السوري               |                  |                                                  |                              | 5                            | الجيش السوري                 | سارين                           | Ashrafiyat Sahnaya chemical attack | Ref. U.N. |
| 10 أبريل 2014  | كفرزيتا        | محافظة حماة     | Midnight, night to 11 April | | معارضة سورية               |                  |                                                  |                              |                              |                              | كلور                            |                                    | Ref. منظمة حظر الأسلحة الكيميائية. |
| 11 أبريل 2014  | كفرزيتا        | محافظة حماة     | 18:00 – 19:00 hrs           | A:35°22′24″N 36°35′27″E / 35.3734621°N 36.590867°E B:35°22′25″N 36°35′59″E / 35.373742°N 36.599772°E C:35°22′38″N 36°35′59″E / 35.3771188°N 36.5998149°E | معارضة سورية               | 2                | 107 affected, 5 seriously (12 patients)          |                              |                              |                              | كلور                            | الهجوم الكيميائي على كفر زيتا      | Ref.منظمة حظر الأسلحة الكيميائية، مجلس حقوق الإنسان التابع للأمم المتحدة، هيومن رايتس ووتش، المرصد السوري لحقوق الإنسان، VDC and الوكالة العربية السورية للأنباء. |
| 11 أبريل 2014  | حرستا          | محافظة ريف دمشق |                             | |                            |                  |                                                  |                              |                              |                              |                                 |                                    | Ref. |
| 12 أبريل 2014  | كفرزيتا        | محافظة حماة     | 21:00 – 22:00               | | معارضة سورية               |                  | 5 patients                                       |                              |                              |                              | كلور                            |                                    | Ref. منظمة حظر الأسلحة الكيميائية and مجلس حقوق الإنسان التابع للأمم المتحدة. |
| 12 أبريل 2014  | التمانعة       | محافظة إدلب     | 22:45                       | Residential house, 100 m from Western school | معارضة سورية               | –                | 25                                               |                              |                              |                              | كلور                            |                                    | Ref. منظمة حظر الأسلحة الكيميائية and مجلس حقوق الإنسان التابع للأمم المتحدة. |
| 13 أبريل 2014  | التمانعة       | محافظة إدلب     | App. 22:30                  | | معارضة سورية               | –                | 112 affected                                     |                              |                              |                              | كلور                            |                                    | Ref. هيومن رايتس ووتش |
| 14 أبريل 2014  | حلفايا         | محافظة حماة     | 23:00                       | |                            |                  | 4 patients                                       |                              |                              |                              | كلور                            |                                    | Ref. منظمة حظر الأسلحة الكيميائية. |
| 16 أبريل 2014  | حرستا          | محافظة ريف دمشق |                             | |                            |                  |                                                  |                              |                              |                              |                                 |                                    | Ref. تايمز إسرائيل. |
| 16 أبريل 2014  | كفرزيتا        | محافظة حماة     | 22:00                       | Al-Zowar region | معارضة سورية               |                  | 4 patients                                       |                              |                              |                              | كلور                            |                                    | Ref. منظمة حظر الأسلحة الكيميائية and مجلس حقوق الإنسان التابع للأمم المتحدة. |
| 18 أبريل 2014  | التمانعة       | محافظة إدلب     | App. 22:00                  | Residential house, 150 m from medical unit | معارضة سورية               | 4                | 70                                               |                              |                              |                              | كلور                            |                                    | Ref. منظمة حظر الأسلحة الكيميائية، مجلس حقوق الإنسان التابع للأمم المتحدة and هيومن رايتس ووتش. |
| 18 أبريل 2014  | كفرزيتا        | محافظة حماة     | 22:30                       | | معارضة سورية               |                  | App. 100 affected (35 patients)                  |                              |                              |                              | كلور                            |                                    | Ref. منظمة حظر الأسلحة الكيميائية، مجلس حقوق الإنسان التابع للأمم المتحدة and هيومن رايتس ووتش. |
| 21 أبريل 2014  | تلمنس          | محافظة إدلب     | Around 10:30 to 10:45.      | Two “barrel bombs” struck two houses 100 m from each other, in the neighbourhood around the big mosque (35°38′16″N 36°44′21″E / 35.6376885°N 36.7392683°E). | معارضة سورية               | 3                | App. 133 (4 severely)                            |                              |                              |                              | كلور                            | Talmenes chemical attack           | Ref. منظمة حظر الأسلحة الكيميائية، مجلس حقوق الإنسان التابع للأمم المتحدة and هيومن رايتس ووتش. According OPCW investigation the attack was conducted by القوات المسلحة السورية helicopter. |
| 22 أبريل 2014  | داريا          | محافظة ريف دمشق |                             | |                            |                  |                                                  |                              |                              |                              |                                 |                                    | Ref. ذا ديلي ستار (جريدة لبنانية). |
| 29 أبريل 2014  | التمانعة       | محافظة إدلب     | Night to 30 April           | Residential house, 20 m from northern school | معارضة سورية               | –                | 35                                               |                              |                              |                              | كلور                            |                                    | Ref. منظمة حظر الأسلحة الكيميائية and مجلس حقوق الإنسان التابع للأمم المتحدة. |
| 19 مايو 2014   | كفرزيتا        | محافظة حماة     | 20:00                       | | معارضة سورية               | 1                | 130 affected (2 patients)                        |                              |                              |                              | كلور                            |                                    | Ref. Al Arabiya. |
| 21 مايو 2014   | التمانعة       | محافظة إدلب     |                             | |                            |                  |                                                  |                              |                              |                              | كلور                            |                                    | Ref. إنترناشيونال بيزنس تايمز. |
| 21 مايو 2014   | كفرزيتا        | محافظة حماة     | 20:00                       | | معارضة سورية               |                  | 4 patients                                       |                              |                              |                              | كلور                            |                                    | Ref. منظمة حظر الأسلحة الكيميائية |
| 22 مايو 2014   | التمانعة       | محافظة إدلب     | 10:00–11:00                 | Residential house | معارضة سورية               | 4                | 12                                               |                              |                              |                              | كلور                            |                                    | Ref. منظمة حظر الأسلحة الكيميائية. |
| 22 مايو 2014   | كفرزيتا        | محافظة حماة     | 20:00                       | | معارضة سورية               |                  | dozens (38 patients)                             |                              |                              |                              | كلور                            |                                    | Ref. منظمة حظر الأسلحة الكيميائية and سي إن إن. |
| 25 مايو 2014   | التمانعة       | محافظة إدلب     | Night to 26 May             | Residential house, 50 m from main road | معارضة سورية               | –                | –                                                |                              |                              |                              | كلور                            |                                    | Ref. منظمة حظر الأسلحة الكيميائية. |
| 29 مايو 2014   | اللطامنة       | محافظة حماة     | Night                       | |                            |                  | 17 patients                                      |                              |                              |                              | كلور                            |                                    | Ref. منظمة حظر الأسلحة الكيميائية. |
| 12 يوليو 2014  | Avdiko         | محافظة حلب      |                             | | وحدات حماية الشعب          |                  |                                                  | 3                            |                              | وحدات حماية الشعب            | Most likely غاز الخردل          |                                    | Ref. هافينغتون بوست and the MERIA Journal ‏. |
| 27 يوليو 2014  | كفرزيتا        | محافظة حماة     | 19:00                       | | معارضة سورية               |                  | –                                                |                              |                              |                              | كلور                            |                                    | Ref. منظمة حظر الأسلحة الكيميائية. |
| 21 أغسطس 2014  | جوبر           | محافظة دمشق     |                             | |                            | 6                |                                                  |                              |                              |                              |                                 |                                    | Ref. آرانيوز ‏. |
| 28 أغسطس 2014  | كفرزيتا        | محافظة حماة     | 21:30 – 22:00               | | معارضة سورية               |                  | –                                                |                              |                              |                              | كلور                            |                                    | Ref. منظمة حظر الأسلحة الكيميائية and Channel News Asia. |
| 30 أغسطس 2014  | كفرزيتا        | محافظة حماة     |                             | | معارضة سورية               |                  |                                                  |                              |                              |                              | كلور                            |                                    | Ref. منظمة حظر الأسلحة الكيميائية. |
| 15 فبراير 2015 | داريا          | محافظة ريف دمشق | Around noon                 | 33°27′34″N 36°14′21″E / 33.4594664°N 36.2392831°E 50 to 100 m northwest of the Shrine of Sukayna | الجيش السوري               |                  |                                                  |                              | 4                            | الجيش السوري                 | Possibly سارين                  |                                    | Five to eight government soldiers were allegedly exposed to sarin or a sarin-like substance. Ref. |
| 21 فبراير 2015 | Hayan          | محافظة حلب      |                             | | معارضة سورية               |                  |                                                  |                              |                              |                              | Noxious gas                     |                                    | Ref. civil defence team. |
| 9 مارس 2015    | المزيريب       | محافظة درعا     |                             | | معارضة سورية               |                  |                                                  |                              |                              |                              | كلور                            |                                    | Ref. anti-regime activists. |
| 16 مارس 2015   | قميناس         | محافظة إدلب     | Around 20:30 – 20:45        | | أحرار الشام and جند الأقصى | –                | 70 affected, 1 seriously                         |                              |                              |                              | Most likely كلور                |                                    | 20 of the victims were from the western neighborhood of Sarmin. The wind allegedly carried the gas from Qmenas to Sarmin. Ref. MESOP. |
| 16 مارس 2015   | سرمين          | محافظة إدلب     | Around 22:30 – 22:45        | Two barrel bombs were allegedly dropped by a helicopter into the southeastern neighborhood of سرمين (Kournesh). | أحرار الشام and جند الأقصى | 6                | 30 affected, ranged between moderate and severe. |                              |                              |                              | Most likely كلور                | هجوم سرمين الكيميائي               | Ref. لجان التنسيق المحلية في سوريا and المرصد السوري لحقوق الإنسان. According OPCW investigation the attack was conducted by Syrian Armed Forces helicopter. |
| 23 مارس 2015   | بنش            | محافظة إدلب     | About 19:30                 | Two barrel bombs filled with chlorine gas were dropped on بنش. | معارضة سورية               | –                | At least 30 affected                             |                              |                              |                              | كلور                            |                                    | Ref. ذي تايمز. |
| 24 مارس 2015   | قميناس         | محافظة إدلب     |                             | |                            |                  |                                                  |                              |                              |                              | كلور                            |                                    | Ref. activists. |
| 24 مارس 2015   | بنش            | محافظة إدلب     | Early evening               | |                            | –                | 30 wounded                                       |                              |                              |                              | كلور                            |                                    | Ref. activists. |
| 28 يونيو 2015  | ك (قرية)       | محافظة الحسكة   |                             | 17 projectiles impacted south of the village. | وحدات حماية الشعب          |                  |                                                  |                              | 12                           | وحدات حماية الشعب            | غاز الخردل                      |                                    | Ref. CAR. |
| 28 يونيو 2015  | الحسكة         | محافظة الحسكة   |                             | 7 projectiles impacted in the al-Salehiyah neighborhood. | وحدات حماية الشعب          |                  |                                                  |                              |                              | وحدات حماية الشعب            | غاز الخردل                      |                                    | Ref. CAR. |
| 21 أغسطس 2015  | مارع           | محافظة حلب      | About 19:30                 | | الجبهة الإسلامية           | 1 (a baby)       | Around 30                                        |                              |                              |                              | غاز الخردل                      |                                    | At least 50 mortar and artillery shells were fired at residential areas. At least half of them contained poisonous gas. Ref. According OPCW investigation the attack was conducted by تنظيم الدولة الإسلامية (داعش). |
| 7 أبريل 2016   | الشيخ مقصود    | محافظة حلب      |                             | | وحدات حماية الشعب          | 23               | 100+                                             |                              |                              |                              | Unknown                         |                                    | A district of حلب in سوريا controlled by Kurdish fighters have been the target of a chemical attack by Islamic terrorists. Videos show a yellow gas rises above the Sheikh Maksoud neighborhood. |
| 1 أغسطس 2016   | سراقب          | محافظة إدلب     | app. 11:00                  | | معارضة سورية               | ?                | 28 injured                                       | None                         | None                         | -                            | cholorine                       |                                    | Reported by لجنة التحقيق الدولية المستقلة بشأن الجمهورية العربية السورية |
| 15 يونيو 2016  | غوطة دمشق      | محافظة دمشق     |                             | | الجيش السوري               |                  |                                                  | None                         | Several                      | الجيش السوري                 | Unknown                         |                                    | Reported by Syrian Army.[هل يوثق بهذا المصدر؟] |
| 25 أغسطس 2016  | دندنية         | محافظة حلب      | Around 17:00                | | قوات سوريا الديمقراطية     |                  | Dozens                                           |                              |                              |                              | Unknown                         |                                    | Reported by local sources.</ref> |
| 8 أكتوبر 2016  | الشيخ مقصود    | محافظة حلب      | Early morning               | | وحدات حماية الشعب          | 3                | 4+                                               | Unknown                      | Unknown                      | وحدات حماية الشعب            | Noxious gas                     |                                    | Local sources reported an attack by elephant rockets loaded with chemical substances. |
| 25 نوفمبر 2016 | الشيخ مقصود    | محافظة حلب      | 16:35                       | | وحدات حماية الشعب          |                  | 3 patients                                       | Unknown                      | Unknown                      | وحدات حماية الشعب            | Unknown                         |                                    | The Kurdish Red Crescent reported taking 3 patients with chemical wounds after the area was hit by shells suspected to be loaded with poisonous chemicals. |
| 8 يناير 2017   | وادي بردى      | محافظة دمشق     | ?                           | | معارضة سورية               | ?                | at least 6 injured                               | ?                            | ?                            | -                            | Chlorine                        |                                    | Reported by Independent International Commission of Inquiry on the Syrian Arab Republic]] |
| 25 مارس 2017   | اللطامنة       |                 |                             | |                            |                  |                                                  |                              |                              |                              | Chlorine                        |                                    | |
| 30 مارس 2017   | اللطامنة       | محافظة حماة     |                             | |                            |                  | 70+                                              |                              |                              |                              | Syrian warplanes dropping سارين |                                    | Union of Medical Care and Relief Organizations report |
| 3 أبريل 2017   | الهبيط         | محافظة إدلب     | "evening hours"             | |                            | 2 children       | App. 20 affected.                                |                              |                              |                              | كلور                            |                                    | According to local activists. |
| 4 أبريل 2017   | خان شيخون      | محافظة إدلب     | 06:30                       | |                            | 58–100+          | 300–400+                                         |                              |                              |                              | سارين                           | الهجوم الكيميائي على خان شيخون     | On 4 April 2017, the Syrian government bombed a city in the far-north of the rebel-held Syrian territory with what both witnesses and inspectors claim to have been aerosol dispersion munitions containing some form of an organophosphate nerve agent. It is considered the worst chemical attack in the country since 2015 and resulted in دونالد ترامب implementing a strike against the air-base from which the bombers are believed to have launched. Syrian officials thoroughly denied the accusations and blamed rebel forces for the chemical release, claiming that one of the Syrian صاروخ باليستي unintentionally struck a factory which the regimes alleges was being used by rebel forces to manufacture chemical weapons which they intended to transport to Iran. In an emergency meeting of the UN, Russia implemented its veto power to prevent unified international retaliation against the regime in response to the re-escalation of the conflict and violating the معاهدة حظر الأسلحة الكيميائية for the first time since the Syrian government formalized its تصديق to the treaty in 2015. |
| 22 يناير 2018  | الغوطة الشرقية | محافظة دمشق     |                             | |                            |                  | 21                                               |                              |                              |                              | كلور                            |                                    | |
| 5 فبراير 2018  | سراقب          | إدلب            |                             | |                            |                  | 9                                                |                              |                              |                              | كلور                            |                                    | وفقا لمسعفين للدفاع المدني السوري. |
| 7 أبريل 2018   | دوما (سوريا)   | محافظة ريف دمشق |                             | |                            | "at least 42"    |                                                  |                              |                              |                              |                                 | هجوم دوما الكيميائي 2018           | |

## التحقيقات

### بعثة الأمم المتحدة للتحقيق في مزاعم استخدام أسلحة كيميائية
كانت بعثة الأمم المتحدة للتحقيق في مزاعم استخدام الأسلحة الكيميائية في الجمهورية العربية السورية بعثة لتقصي الحقائق من أجل التحقيق في الاستخدام المحتمل للأسلحة الكيميائية في سوريا. وفي 16 سبتمبر 2013، نشرت البعثة تقريرا يركز على هجمات الغوطة. وفي 12 ديسمبر 2013، قدمت بعثة الأمم المتحدة تقريرها النهائي.

### لجنة التحقيق التابعة لمجلس حقوق الإنسان التابع للأمم المتحدة
أنشأ مجلس حقوق الإنسان التابع للأمم المتحدة، في 22 مارس 2011، لجنة التحقيق الدولية المستقلة المعنية بالجمهورية العربية السورية للتحقيق في انتهاكات حقوق الإنسان خلال الحرب الأهلية السورية. وقد أكدوا في تقريرهم المؤرخ 12 فبراير 2014 استخدام غاز السارين في قضية خان العسل (19 مارس 2013) وسراقب (29 أبريل 2013) والغوطة (21 أغسطس 2013). ووجدت لجنة حقوق الإنسان التابعة للأمم المتحدة أيضا أن السارين الذي استخدم في هجوم خان العسل يحمل نفس العلامات المميزة الفريدة من نوع السارين الذي استخدم في هجوم الغوطة، وأشار إلى أن من المرجح أن يكون لدى الجناة إمكانية الوصول إلى مواد كيميائية من مخزون الجيش السوري. ولكن في أي من هذه الحوادث، لم تكن «عتبة الإثبات» التي حددتها اللجنة قد اجتمعت فيما يتعلق بتحديد هوية مرتكبي الهجمات الكيميائية.
في تقريرها المؤرخ 13 أغسطس 2014، اتهموا القوات الحكومية باستخدام غاز الكلور في 8 حوادث في محافظتي إدلب وحماة في أبريل 2014.

### البعثة المشتركة بين منظمة حظر الأسلحة الكيميائية والأمم المتحدة في سوريا
أنشئت البعثة المشتركة بين منظمة حظر الأسلحة الكيميائية والأمم المتحدة في سوريا في أكتوبر 2013. وكلفت البعثة بمهمة الإشراف على القضاء على برنامج الأسلحة الكيميائية السوري. وقد وصل أول فريق من منظمة حظر الأسلحة الكيميائية والأمم المتحدة إلى دمشق في 1 أكتوبر 2013. وانتهت البعثة رسميا في 30 سبتمبر 2014.

### التحقيق في خان العسل الروسي
قال فيتالي تشوركين سفير روسيا لدى الامم المتحدة ان حليفتها سوريا طلبت من الخبراء الروس النظر في الهجوم على خان العسل. قام فريق روسي بالتحقيق في حادث خان العسل في 19 مارس 2013. وقدم السفير الروسي لدى الامم المتحدة فيتالي تشوركين تقريرا بتحليل العينات التي تم أخذها في الموقع إلى الامين العام للامم المتحدة بان كي مون في 9 يوليو 2013. وقال تشوركين ان العامل الكيماوى حمله «صاروخ بشائر-3 غير موجه» الذي انتجه لواء بشائر النصر، وهو جماعة متمردة تابعة للجيش السورى الحر.

### بعثة تقصي الحقائق التابعة لمنظمة حظر الأسلحة الكيميائية في سوريا
في 29 أبريل 2014، أعلن المدير العام أحمد أوزومجو من منظمة حظر الأسلحة الكيميائية عن إنشاء بعثة منظمة حظر الأسلحة الكيميائية لإثبات الوقائع المحيطة بالادعاءات المتعلقة باستخدام غاز الكلور لأغراض عدائية في سوريا. وقد وافقت الحكومة السورية على هذه المهمة.
في 27 مايو 2014، نصب مسلحون كمينا لأعضاء البعثة واحتجزهم لفترة وجيزة في الأراضي التي يسيطر عليها المتمردون أثناء توجهها نحو كفر زيتا للتحقيق في الهجمات المزعومة بغاز الكلور. وذكرت وكالة انباء اسوشيتد برس ان منظمة حظر الاسلحة الكيميائية قالت ان أعضاء البعثة الاسيرين «تم الإفراج عنهم بعد تدخل المجموعة المعارضة الرئيسية في سوريا». وقال مركز حماة الإعلامي المعارض إن الهجوم على القافلة نفذه قوات الرئيس السوري بشار الأسد.
خلصت البعثة، في تقريرها الثالث المؤرخ 18 ديسمبر 2014، إلى أن الكلور قد استخدم في قرى تلمنس، والتامانة، وكفر زيتا، ولكنه لم يوجه اللوم إلى أحد.

### آلية التحقيق المشتركة بين الأمم المتحدة ومنظمة حظر الأسلحة الكيميائية
آلية التحقيق المشتركة بين منظمة حظر الأسلحة الكيميائية والأمم المتحدة هي هيئة مستقلة أنشأها مجلس الأمن التابع للأمم المتحدة بموجب (القرار 2235، 7 آب/ أغسطس 2015). تمثّل هدف آلية التحقيق المشتركة بين منظمة حظر الأسلحة الكيميائية والأمم المتحدة في تحديد هوية مرتكبي هجمات الأسلحة الكيميائية التي أكدتها بعثة تقصي الحقائق. انتهت صلاحية آلية التحقيق المشتركة بين منظمة حظر الأسلحة الكيميائية والأمم المتحدة في نوفمبر2017.

### فريقالتحقيقوتحديد الهوية لمنظمة حظر الأسلحة الكيميائية
في 8 أبريل 2020، أصدر فريق التحقيق وتحديد الهوية التابع لمنظمة حظر الأسلحة الكيميائية، الذي تم تشكيله في عام 2018، تقريره الأول، الذي حدد أن القوات الجوية السورية نفذت الهجمات بالأسلحة الكيماوية في اللطامنة.